# 沃萊尼-登博維察鄉
45°10′00″N 25°11′00″E / 45.1667°N 25.1833°E
沃萊尼-登博維察鄉（羅馬尼亞語：Comuna Văleni-Dâmbovița, Dâmbovița），是羅馬尼亞的鄉份，位於該國南部，由登博維察縣負責管轄，面積28平方公里，海拔高度578米，2007年人口2,864，人口密度每平方公里103人。